# Prinz-Philip-Gletscher
Der Prinz-Philip-Gletscher ist ein Gletscher in der antarktischen Ross Dependency. In den Churchill Mountains fließt er in südlicher Richtung zwischen der Cobham Range und der Holyoake Range zum Nimrod-Gletscher.
Das New Zealand Antarctic Place-Names Committee benannte ihn nach Philip, Duke of Edinburgh (1921–2021), Prinzgemahl der britischen Monarchin Elisabeth II.